# Elen Szakirowa
Elen Rafaełowna Szakirowa, z d. Bunatjanc (ros. Элен Рафаэловна Шакирова [Бунатьянц]; ur. 2 czerwca 1970 w Mary) – rosyjska koszykarka występująca na pozycjach skrzydłowej oraz środkowej, po zakończeniu kariery zawodniczej trenerka koszykarska.
Jej matka jest Rosjanką, natomiast ojciec pochodzi z Armenii.

## Osiągnięcia
Na podstawie, o ile nie zaznaczono inaczej.
Drużynowe
- Mistrzyni:
  - Eurocup (2004)
  - Polski (2002)
  - ZSRR (1989)
  - Rosji (1995–2000)
- Wicemistrzyni:
  - Euroligi (2002)
  - ZSRR (1990, 1991)
  - Rosji (2005)
- Brązowa medalistka mistrzostw:
  - Wspólnoty Niepodległych Państw (1992)
  - Rosji (2004)
- 3. miejsce w Eurolidze (2003)
- 4. miejsce w Eurolidze (2000)
- Uczestniczka rozgrywek:
  - Euroligi (1998–2000, 2001–2003, 2004–2005)
  - Pucharu Ronchetti (2000/2001)
  - Eurocup (1994/1995, 2003/2004, 2005–2008)

Indywidualne
- Zaliczona do I składu PLKK (2002)[4]
- 2-krotna uczestniczka meczu gwiazd PLKK (2001, 2002)[5][6]

Reprezentacja
- Mistrzyni:
  - olimpijska (1992)
  - Europy (1991)
- Wicemistrzyni Europy (2005)
- Brązowa medalistka mistrzostw Europy (1995, 1999)
- Uczestniczka:
  - igrzysk olimpijskich (1992, 1996 – 5. miejsce, 2000 – 6. miejsce)
  - mistrzostw Europy (1991, 1993 – 7. miejsce, 1995, 1999, 2005)
  - mistrzostw świata (1990 – 5. miejsce)